# Colom beccurt
El colom beccurt (Patagioenas nigrirostris) és una espècie d'ocell de la família dels colúmbids (Columbidae) que habita la selva humida i altres zones boscoses de Mèxic i Amèrica Central, des de Veracruz i Oaxaca, cap al sud, per Amèrica Central fins a Panamà, arribant fins a les zones limítrofes de Colòmbia.